# سام ريتشاردسون
سام ريتشاردسون (بالإنجليزية: Sam Richardson)‏ هو كاتب وممثل أمريكي، ولد في 12 يناير 1984 بديترويت في الولايات المتحدة.

## وصلات خارجية
- سام ريتشاردسون على موقع IMDb (الإنجليزية)
- سام ريتشاردسون على موقع ميوزك برينز (الإنجليزية)
- سام ريتشاردسون على موقع قاعدة بيانات الفيلم (الإنجليزية)